# Rochenbach (Inn)
Der Rochenbach ist ein Bach in Langkampfen in Tirol. 
Er entspringt im Tal zwischen Maistaller Berg und Pendling und fließt zunächst Richtung Süden. Bei Erreichen des Inntals wendet er sich nach Nordosten und durchfließt den künstlich angelegten Stimmersee. Nach dem Ausfluss aus dem See fließt er parallel zum Inn und mündet nahe der Gemeindegrenze zu Kufstein beim Ort Morsbach linksseitig in den Inn. An der Stelle seiner Mündung kreuzt die Unterinntalbahn der ÖBB den Bach. 